# Campionatul Mondial de Fotbal 1950
Campionatul Mondial de Fotbal 1950 a fost cea de-a patra ediție a Campionatului Mondial FIFA. Brazilia a fost aleasă gazdă de către FIFA în iulie 1946. A fost primul turneu organizat după 12 ani de pauză cauzată de al doilea Război Mondial, de asemenea trofeul se va numi Trofeul Jules Rimet în onoarea președintelui FIFA, Jules Rimet. Uruguay a câștigat în meciul decisiv din grupa finală cu 2-1 în fața Braziliei (a fost singurul turneu a cărui rezultat nu a fost decis de o finală într-un singur meci).

## Stadioane
| Rio de Janeiro                                                                                                   | São Paulo                                           | Belo Horizonte                                       |
| --- | --------------------------------------------------- | ---------------------------------------------------- |
| Estádio do Maracanã                                                                                              | Estádio do Pacaembu                                 | Estádio Sete de Setembro                             |
| 22°54′43.8″S 43°13′48.59″V / 22.912167°S 43.2301639°V                                                            | 23°32′55.1″S 46°39′54.4″V / 23.548639°S 46.665111°V | 19°54′30″S 43°55′4″V / 19.90833°S 43.91778°V         |
| Capacitate: 199.854                                                                                              | Capacitate: 60.000                                  | Capacitate: 30.000                                   |
| |                                                     |                                                      |
| Rio de JaneiroSão PauloBelo Horizonte Curitiba · Porto AlegreRecifeCampionatul Mondial de Fotbal 1950 (Brazilia) |                                                     |                                                      |
| Curitiba | Porto Alegre                                        | Recife                                               |
| 25°26′22″S 49°15′21″V / 25.43944°S 49.25583°V                                                                    | 30°3′42″S 51°13′38″V / 30.06167°S 51.22722°V        | 8°3′46.63″S 34°54′10.73″V / 8.0629528°S 34.9029806°V |
| Estádio Durival de Britto                                                                                        | Estádio dos Eucaliptos                              | Estádio Ilha do Retiro                               |
| Capacitate: 10.000                                                                                               | Capacitate: 20.000                                  | Capacitate: 20.000                                   |
| |                                                     |                                                      |

## Rezultate

### Prima rundă

#### Grupa 1
| Echipa     | M | V | E | Î | GM | GP | Pct. |
| ---------- | - | - | - | - | -- | -- | ---- |
| Brazilia   | 3 | 2 | 1 | 0 | 8  | 2  | 5    |
| Iugoslavia | 3 | 2 | 0 | 1 | 7  | 3  | 4    |
| Elveția    | 3 | 1 | 1 | 1 | 4  | 6  | 3    |
| Mexic      | 3 | 0 | 0 | 3 | 2  | 10 | 0    |

| Brazilia                             | 4 – 0    | Mexic |
| ------------------------------------ | -------- | ----- |
| Ademir 30' 79' Jair 65' Baltazar 71' | (Raport) |       |

| Iugoslavia                           | 3 – 0    | Elveția |
| ------------------------------------ | -------- | ------- |
| Mitić 58' Tomašević 78' Ognjanov 84' | (Raport) |         |

| Brazilia                | 2 – 2    | Elveția        |
| ----------------------- | -------- | -------------- |
| Alfredo 3' Baltazar 32' | (Raport) | Fatton 17' 88' |

| Mexic            | 1 – 4    | Iugoslavia                                   |
| ---------------- | -------- | -------------------------------------------- |
| Ortíz 87' (pen.) | (Raport) | Bobek 19' Ž. Čajkovski 23' 51' Tomašević 81' |

| Brazilia              | 2 – 0    | Iugoslavia |
| --------------------- | -------- | ---------- |
| Ademir 3' Zizinho 69' | (Raport) |            |

| Mexic       | 1 – 2    | Elveția              |
| ----------- | -------- | -------------------- |
| Casarín 75' | (Raport) | Bader 10' Tamini 37' |

#### Grupa 2
| echipa        | M | V | E | Î | GM | GP | Pct. |
| ------------- | - | - | - | - | -- | -- | ---- |
| Spania        | 3 | 3 | 0 | 0 | 6  | 1  | 6    |
| Anglia        | 3 | 1 | 0 | 2 | 2  | 2  | 2    |
| Chile         | 3 | 1 | 0 | 2 | 5  | 6  | 2    |
| Statele Unite | 3 | 1 | 0 | 2 | 4  | 8  | 2    |

| Anglia                    | 2 – 0    | Chile |
| ------------------------- | -------- | ----- |
| Mortensen 39' Mannion 51' | (Raport) |       |

| Spania                   | 3 – 1    | Statele Unite |
| ------------------------ | -------- | ------------- |
| Basora 75' 78' Zarra 85' | (Raport) | Pariani 17'   |

| Spania               | 2 – 0    | Chile |
| -------------------- | -------- | ----- |
| Basora 17' Zarra 30' | (Raport) |       |

| Statele Unite | 1 – 0    | Anglia |
| ------------- | -------- | ------ |
| Gaetjens 38'  | (Raport) |        |

| Spania    | 1 – 0    | Anglia |
| --------- | -------- | ------ |
| Zarra 48' | (Raport) |        |

| Chile                                        | 5 – 2    | Statele Unite               |
| -------------------------------------------- | -------- | --------------------------- |
| Robledo 16' Cremaschi 32' 61' 82' Prieto 54' | (Raport) | Wallace 47' Maca 48' (pen.) |

#### Grupa 3
| echipa   | M | V | E | Î | GM | GP | Pct. |
| -------- | - | - | - | - | -- | -- | ---- |
| Suedia   | 2 | 1 | 1 | 0 | 5  | 4  | 3    |
| Italia   | 2 | 1 | 0 | 1 | 4  | 3  | 2    |
| Paraguay | 2 | 0 | 1 | 1 | 2  | 4  | 1    |

| Suedia                        | 3 – 2    | Italia                        |
| ----------------------------- | -------- | ----------------------------- |
| Jeppson 25' 68' Andersson 33' | (Raport) | Carapellese 7' Muccinelli 75' |

| Suedia                   | 2 – 2    | Paraguay                   |
| ------------------------ | -------- | -------------------------- |
| Sundqvist 17' Palmér 25' | (Raport) | López 34' López Fretes 74' |

| Italia                         | 2 – 0    | Paraguay |
| ------------------------------ | -------- | -------- |
| Carapellese 12' Pandolfini 62' | (Raport) |          |

- India s-a retras

#### Grupa 4
| echipa  | M | V | D | L | GF | GA | Pts |
| ------- | - | - | - | - | -- | -- | --- |
| Uruguay | 1 | 1 | 0 | 0 | 8  | 0  | 3   |
| Bolivia | 1 | 0 | 0 | 1 | 0  | 8  | 0   |

| Uruguay                                                               | 8 – 0    | Bolivia |
| --------------------------------------------------------------------- | -------- | ------- |
| Míguez 14' 40' 51' Schiaffino 17' 53' Vidal 18' Pérez 83' Ghiggia 87' | (Raport) |         |

- Turcia s-a retras
- Scoția s-a retras

### Grupa finală
| echipa   | M | V | D | Î | GM | GP | Pct |
| -------- | - | - | - | - | -- | -- | --- |
| Uruguay  | 3 | 2 | 1 | 0 | 7  | 5  | 5   |
| Brazilia | 3 | 2 | 0 | 1 | 14 | 4  | 4   |
| Suedia   | 3 | 1 | 0 | 2 | 6  | 11 | 2   |
| Spania   | 3 | 0 | 1 | 2 | 4  | 11 | 1   |

| Brazilia                                        | 7 – 1    | Suedia               |
| ----------------------------------------------- | -------- | -------------------- |
| Ademir 17' 37' 51' 59' Chico 39' 87' Maneca 85' | (Raport) | Andersson 67' (pen.) |

| Uruguay                | 2 – 2    | Spania         |
| ---------------------- | -------- | -------------- |
| Ghiggia 27' Varela 72' | (Raport) | Basora 39' 41' |

| Brazilia                                                       | 6 – 1    | Spania   |
| -------------------------------------------------------------- | -------- | -------- |
| Parra 15' (o.g.) Jair 21' Chico 29' 55' Ademir 57' Zizinho 74' | (Raport) | Igoa 70' |

| Uruguay                    | 3 – 2    | Suedia                  |
| -------------------------- | -------- | ----------------------- |
| Ghiggia 39' Míguez 77' 84' | (Raport) | Palmér 4' Sundqvist 41' |

| Suedia                                | 3 – 1    | Spania    |
| ------------------------------------- | -------- | --------- |
| Sundqvist 15' Mellberg 34' Palmér 79' | (Raport) | Zarra 82' |

| Uruguay                    | 2 – 1    | Brazilia   |
| -------------------------- | -------- | ---------- |
| Schiaffino 66' Ghiggia 79' | (Raport) | Friaça 47' |

## Câstigătorii
| Câstigătorii Campionatului Mondial 1950 |
| --------------------------------------- |
| Uruguay Al 2-lea Titlu                  |

## Golgheteri
| 8 goluri - Ademir 5 goluri - Estanislao Basora - Oscar Míguez 4 goluri - Chico - Zarra - Alcides Ghiggia 3 goluri - Karl-Erik Palmér - Stig Sundqvist - Juan Alberto Schiaffino 2 goluri - Baltazar - Jair - Zizinho - Atilio Cremaschi - Riccardo Carapellese - Sune Andersson - Hasse Jeppson - Jacques Fatton - Željko Čajkovski - Kosta Tomašević | 1 goluri - Alfredo - Friaça - Maneca - Andrés Prieto - George Robledo - Fernando Riera - Wilf Mannion - Stan Mortensen - Ermes Muccinelli - Egisto Pandolfini - Horacio Casarín - Héctor Ortíz - Atilio López - César López - Silvestre Igoa - Bror Mellberg - René Bader - Jean Tamini - Joe Gaetjens - Joe Maca - Gino Pariani - Frank Wallace - Julio Pérez - Obdulio Varela - Ernesto Vidal - Stjepan Bobek - Tihomir Ognjanov |